# Winter-Paralympics 2022/Teilnehmer (Neuseeland)
| stlisierte Goldmedaille | stlisierte Silbermedaille | stlisierte Bronzemedaille |
| ----------------------- | ------------------------- | ------------------------- |
| 1                       | 1                         | 2                         |

Neuseeland entsendete drei Teilnehmer zu den Winter-Paralympics 2022 in Peking vom 4. bis 13. März 2022.